# هامیلتون، نیویورک
هامیلتون (به انگلیسی: Hamilton) یک منطقهٔ مسکونی در ایالات متحده آمریکا است که در نیویورک واقع شده‌است. هامیلتون ۱۰۷٫۴۴ کیلومتر مربع مساحت و ۶٬۶۹۰ نفر جمعیت دارد.